# Krasnyj Sulin
Krasnyj Sulin (rusky Красный Сулин) je město v Rostovské oblasti v Ruské federaci. Při sčítání lidu v roce 2010 měl přes čtyřicet tisíc obyvatel.

## Poloha a doprava
Krasnyj Sulin leží v oblasti Doněckého masivu na řece Kundrjučji, pravého přítoku Severního Doňce v povodí Donu. Od Rostova na Donu, správního střediska oblasti, je vzdálen přibližně sto kilometrů severovýchodně.
Přes město prochází železniční trať z Moskvy do Voroněže a Rostova na Donu. Několik kilometrů východně od města prochází dálnice M4 z Moskvy do Rostova na Donu a Novorossijska.

## Dějiny
V roce 1797 zde kozácký důstojník Andrej Sulin založil vesnici. V její blízkosti vznikla slévárna využívající místní ložiska železné rudy a v 70. letech 19. století došlo k pojmenování osídlení po zakladateli – Sulin.
Ve 20. letech 20. století byl z ideologických důvodů přidán přívlastek Krasnyj, s kterým také obec dostala v roce 1926 městská práva.
Za druhé světové války byl Krasnyj Sulin 21. července 1941 obsazen německou armádou a 14. února 1943 dobyt zpět jednotkami Jihozápadního frontu Rudé armády při jejím postupu na Luhansk (tehdy Vorošilovgrad).

### Rodáci
- Igor Michajlovič Pavlov (1909–1985), metalurg
- Valerij Grigorjevič Korzun (* 1953), kosmonaut